# Шестаківська сільська рада
Шестакі́вська сільська́ ра́да — адміністративно-територіальна одиниця та орган місцевого самоврядування в Вовчанському районі Харківської області. Адміністративний центр — село Шестакове.

## Загальні відомості
- Шестаківська сільська рада утворена в 1968 році.
- Територія ради: 57,4 км²
- Населення ради: 730 осіб (станом на 2001 рік)
- Територією ради протікає річка Бабка.

## Населені пункти
Сільській раді підпорядковані населені пункти:
- с. Шестакове
- с. Федорівка

## Склад ради
Рада складається з 12 депутатів та голови.
- Голова ради: Моторикін Михайло Петрович
- Секретар ради: Житник Любов Анатоліївна

### Керівний склад попередніх скликань
| Прізвище, ім'я, по батькові | Основні відомості                                                                      | Дата обрання | Дата звільнення |
| --------------------------- | -------------------------------------------------------------------------------------- | ------------ | --------------- |
| Моторикін Михайло Петрович  | Сільський голова, 1959 року народження, освіта вища, член Народно-демократичної партії | 26.03.2006   | 31.10.2010      |
| Моторикін Михайло Петрович  | Сільський голова, 1959 року народження, освіта вища, безпартійний                      | 31.10.2010   |                 |

Примітка: таблиця складена за даними сайту Верховної Ради України

### Депутати
За результатами місцевих виборів 2010 року депутатами ради стали:

#### За суб'єктами висування
| Суб'єкт висування                 | Кількість обраних депутатів | %    |
| --------------------------------- | --------------------------- | ---- |
| Партія регіонів                   | 11                          | 91,7 |
| Політична партія «Сильна Україна» | 1                           | 8,3  |

#### За округами
| № округу                          | Прізвище, ім'я, по батькові      | Дата визнання обраним | Освіта  | Партійна приналежність | Відомості про обраного депутата             |
| --------------------------------- | -------------------------------- | --------------------- | ------- | ---------------------- | ------------------------------------------- |
| Партія регіонів                   |                                  |                       |         |                        |                                             |
| 1                                 | Гула Галина Миколаївна           | 03.11.2010            | середня | позапартійна           | Шестаківська сільська рада, спеціаліст      |
| 3                                 | Козаков Леонід Васильович        | 03.11.2010            | вища    | позапартійний          | тимчасово не працює                         |
| 4                                 | Мартишко Галина Миколаївна       | 03.11.2010            | середня | позапартійна           | СТОВ «Агро світ», головний бухгалтер        |
| 5                                 | Моторикіна Катерина Валентинівна | 03.11.2010            | вища    | позапартійна           | Шестаківська загальноосвітня школа, вчитель |
| 6                                 | Єлісеєв Микола Іванович          | 03.11.2010            | середня | позапартійний          | СТОВ «Агро світ», механізатор               |
| 7                                 | Стеблянко Геннадій Вікторович    | 03.11.2010            | середня | позапартійний          | СТОВ «Агро світ», завфермою                 |
| 8                                 | Дронов Сергій Васильович         | 03.11.2010            | середня | позапартійний          | СТОВ «Агро світ», зам директора             |
| 9                                 | Житник Любов Анатоліївна         | 03.11.2010            | вища    | позапартійна           | Шестаківська сільська рада, секретар        |
| 10                                | Борисовська Юлія Іванівна        | 03.11.2010            | середня | позапартійна           | пенсіонер                                   |
| 11                                | Зікеєва Лідія Миколаївна         | 03.11.2010            | середня | позапартійна           | тимчасово не працює                         |
| 12                                | Берченко Сергій Олександрович    | 03.11.2010            | середня | позапартійний          | СТОВ «Агро світ», зававтопарку              |
| Політична партія «Сильна Україна» |                                  |                       |         |                        |                                             |
| 2                                 | Калашник Олена Віталіївна        | 03.11.2010            | вища    | позапартійна           | Шестаківська загальноосвітня школа, вчитель |